# Сержіо Сантос
Сержіо Сантос  (порт. Sérgio Santos, відомий як Ескардінья порт. Escadinha, 15 жовтня 1975) — бразильський волейболіст, олімпійський чемпіон.

## Виступи на Олімпіадах
| Олімпіада   | Дисципліна | Місце |
| ----------- | ---------- | ----- |
| Афіни 2004  | волейбол   | 1     |
| Пекін 2008  | волейбол   | 2     |
| Лондон 2012 | волейбол   | 2     |
| Ріо 2016    | волейбол   | 1     |